# Heinrich VII. (Glogau-Sagan)
Heinrich VII. von Glogau (auch Heinrich VII. „Rumpold“; Heinrich VII. von Glogau-Sagan; * vor 1345; † 1394) war von 1369 bis 1378 (gemeinsam mit seinen Brüdern) Herzog von Sagan und (herzoglich) Glogau und ab 1378 alleiniger Herzog von herzoglich Glogau und Steinau. Er war ein Lehnsmann der Krone Böhmen und entstammte dem Glogauer Zweig der schlesischen Piasten. 

## Leben
Seine Eltern waren Heinrich V. „der Eiserne“ († 1369) und Anna († 1363), Tochter des Herzogs Wacław von Płock. 1372 vermählte er sich mit Hedwig († 1409), einer Tochter des Liegnitzer Herzogs Wenzel I.
Beim Tod seines Vaters Heinrich V. 1369 waren Heinrich VII. „Rumpold“ und sein älterer Bruder Heinrich VI. „der Ältere“ und der jüngere Bruder Heinrich VIII. „Sperling“ noch nicht volljährig. Deshalb standen sie zunächst unter die Vormundschaft des Liegnitzer Herzogs Ruprecht I., der sich 1372 mit ihrer damals bereits verwitweten Schwester Hedwig vermählte. Bei den entstandenen Erbstreitigkeiten spielte der Liegnitzer Herzog Ludwig eine Vermittlerrolle. Er war ein Schwager ihres verstorbenen Vaters und erreichte, dass von einer Teilung seines Erbes vorerst abgesehen wurde. Bei der Teilung von 1378 erhielt Heinrich VII. „Rumpold“ halb (herzoglich) Glogau sowie Steinau und Guhrau. 
Heinrich VII. „Rumpold“ starb 1394 unverheiratet und ohne Nachkommen. Da sein Bruder Heinrich VI. d. Ä. schon ein Jahr vorher gestorben war, gelangte der gesamte Besitz bis auf halb Guhrau, das an Oels abgegeben werden musste, ab 1394 an Heinrich VIII. „Sperling“.